# ミュートスノート戦記
『ミュートスノート戦記』（ミュートスノートせんき）は麻生俊平による日本のライトノベル。イラストは七瀬葵。富士見ファンタジア文庫（富士見書房）より1998年5月から2000年11月まで刊行された。
現代を舞台にしたファンタジー小説でありながら、特撮物、特に『仮面ライダー』の要素を取り入れている異色作。巨大組織と個人の闘争を描く。

## あらすじ
高校生・穂村響（ほむらひびき）は小説家の姉と二人暮し。友人達と楽しく高校生活を謳歌していた。ところが学園祭の日、謎の少女・ディーシーと出会い、ディーシーと謎の組織の戦いに巻き込まれたことで、彼の人生は変わった。突発的な事故により「MU」と呼ばれる「生体ユニット」が響の体の中に入ってしまい、響は「ミュートスノート･アルファ」と呼ばれる怪物へと変身してしまったのだ。ディーシーを追ってきた組織とは、改造人間を作り出す超科学を持った「人間兵器商会ZAMZA」だった。超高品位の人間兵器と化した響を狙い、ZAMZAの刺客や誘惑が襲ってくる。響は生き残るため、友人達の力を借りて戦いを開始するが……。

## 主要な登場人物
穂村響
主人公。表面上は快活で楽天的な性格だが、それは演技で作っている外面に過ぎず、実際には内向的で迷いやすい性格。突発的な事故により生物兵器「ミュートスノート・アルファ」となり、巨大組織「人間兵器商会ZAMZA」と戦うことになる。
滝沢聖也
怜悧を頭脳を持つハンサムな高校生。眼鏡をかけている。皮肉屋だが、けっして虚無的ではなく、あくまで問題解決のため最善を尽くす。響とともに事件に巻き込まれ命を狙われることになる。響のアドバイザーとしての役割を担う。滝沢病院の御曹司。
志木スカーレット
赤毛であることから学校でも浮いた存在の少女。主人公とともに事件に巻き込まれ命を狙われることになる。男言葉で喋る。趣味はバイク。ホンダRVFに乗る。
楠見麻由子
車椅子に乗った、長い黒髪の美少女。少しオデコが広い。特技はピアノ。厳しい倫理観をもち、普通の人間なら妥協するところでもとことんまで「本当に正しいのは何か？」を追求する。それゆえ、響たちのやったことを断罪することもあるが、響の心の支えにもなる。
エム・ダッシュ
ディーシーとも呼ばれる、楠見麻由子と瓜二つの短髪の美少女。謎の男たちに狙われている。
穂村光
響の姉。高校の教師と作家を兼業している。

## 用語解説
人間兵器
人間以外の動物が持つ「形態形成場」を人間に移植することで作り出す改造人間。普段は人間の形態形成場を使用して人間の姿を保ち、必要な場合には動物の形態形成場を活性化させて変身する。
蝙蝠の能力を持つ「ナイト･マスター」、サソリの毒針を持つ「クリムゾン・デス」などがいる。特殊能力を備えているだけではなく、単に筋力や反射神経それ自体が、普通の人間を遥かに上回る。
人間兵器の製作技術を持っているのはZAMZAだけである。
ZAMZA
人間兵器商会。人間兵器を作り出し、殺人や破壊活動などの非合法活動に従事させている秘密組織。また人間兵器を各国の軍隊や犯罪組織などに売っている。日本支部やアメリカ支部がある。「人間兵器は普通の人間より優れた生命」という選民思想を持つ。日本支部長は舞菜麗華。
形態形成場
架空の概念。あらゆる生物が備えている、通常の科学では検出不可能なエネルギー場。「生命エネルギー」「気」「エーテル体」に近い概念。遺伝子などは直接に生物の体を動かしているわけではなく、遺伝子が形成場を介して肉体に作用しているとされる。
ZAMZAは「MU」という生体ユニットを移植することによって、動物が備える生体形成場を他の動物に与えることができる。
ミュートスノート・アルファ
人間兵器の一種。ZAMZAが10年以上にわたり研究を続けている。「超高品位人間兵器」ということだが、単なる高性能というだけではない秘密があるらしい。
穂村響はミュートスノート・アルファのMUを偶発的に移植され、ミュートスノート・アルファとなる。だがZAMZAが研究中のアルファが昆虫的な外見をしているのに対し、響はまったく違う姿に変身した。
ミュートスノート・アルファのMUは他の人間兵器の64倍という桁外れの情報量を有しており。その為移植に適応できる人間も極めて稀である。
イレギュラー
響、及び響の変身後の姿に対してZAMZA日本支部が付けたコードネーム。
ZAMZAの人間型の昆虫の様な姿のミュートスノート・アルファに対し鎧を着込んだ獣人の様な姿をしている。
計測された能力は全て既存のミュートスノート・アルファに劣るがZAMZA上層部には何故か重要視される。
全感覚の鋭敏化、時速80キロ以上を叩きだす脚力、戦闘用人間兵器に一撃で致命傷を与える膂力と高い身体能力だけでなく、咆哮により発生した超音波で標的を瞬時に加熱・炎上させる等、異常に攻撃的な能力を有している。
銀河に伸ばす腕計画
ミュートスノート・アルファに関連した開発計画の総称。
ZAMZA発足の原因となった計画かつZAMZAの最終目標でもある。
日本支部長舞菜麗華には不老不死の研究だと知らされていたが…。

## 既刊一覧
- 麻生俊平（著）・七瀬葵（イラスト）、富士見書房〈富士見ファンタジア文庫〉、全5巻
  - 『ミュートスノート戦記 戦士の掟は炎で刻め』、1998年5月19日発売[1]、ISBN 482912816X
  - 『ミュートスノート戦記2 道標（）なき戦野の咆哮』、1998年9月25日発売[2]、ISBN 4829128356
  - 『ミュートスノート戦記3 疾風（）果つる戦場』、1999年3月18日発売[3]、ISBN 482912864X
  - 『ミュートスノート戦記4 戦鬼は雪嶺を翔ける』、1999年9月17日発売[4]、ISBN 482912914X
  - 『ミュートスノート戦記5 天に響け戦神の歌』、2000年11月14日発売[5]、ISBN 4829113006